# Abschöpfung
Abschöpfung bedeutet im Jargon der Nachrichtendienste die Ausnutzung von Kontakten zu einer Person, die über interessante Informationen verfügt (z. B. Geheimnisträger). Die abgeschöpfte Person gibt dabei Wissen oder auch Material weiter, ohne die Absicht des Abschöpfenden zu erkennen bzw. in der irrtümlichen Annahme, dass die Weitergabe unproblematisch sei.
Für eine Abschöpfung können z. B. private Beziehungen aufgebaut und später missbraucht werden. Bei öffentlichen Veranstaltungen, z. B. Messen und Kongressen, sind in Fachgesprächen Geheimnisse abschöpfbar. Aber auch bei gesellschaftlichen Anlässen können Zielpersonen in Fachdiskussionen verwickelt und ihnen bei dieser Gelegenheit Informationen entlockt werden. Ein wesentliches Element der Wissenschaftsspionage ist die Abschöpfung von im Westen tätigen Studenten und Wissenschaftlern durch die Nachrichtendienste ihrer Heimatländer. Darüber hinaus eignen sich auch „halboffizielle“ (etwa journalistische) oder „dienstliche“ Legenden.
Entscheidend für das Gelingen der Abschöpfung ist ein – wenigstens einseitig – belastbares Vertrauensverhältnis, ersatzweise eine absolut plausible Legende. Bei der Abschöpfung handelt es sich somit um einen geplanten Vertrauensbruch.